# 観覧車 (山根康広の曲)
「観覧車」（かんらんしゃ）は、1999年6月30日に東芝EMIから発売された山根康広12枚目・13枚目のシングル。それぞれC/W曲と東京・大阪にある観覧車を背に撮影されたジャケット写真が異なる。

## 観覧車 (TOKYO VISUAL PACKAGE)

### 収録曲
全曲共通　作詞・作曲・編曲：山根康広　
1. 観覧車
2. BABY!
3. 観覧車（オリジナル・カラオケ）

## 観覧車 (OSAKA VISUAL PACKAGE)

### 収録曲
全曲共通　作詞・作曲・編曲：山根康広　
1. 観覧車
2. LOVE GENERATION-20世紀に捧げる時-
3. 観覧車（オリジナル・カラオケ）